# Kutao
Kutao (kinesiska: 枯桃) är en ort i Kina. Den ligger i provinsen Shandong, i den östra delen av landet, omkring 320 kilometer öster om provinshuvudstaden Jinan. Antalet invånare är 2 770.
Närmaste större samhälle är Qingdao, 13,8 km sydväst om Kutao. 
Genomsnittlig årsnederbörd är 852 millimeter. Den regnigaste månaden är juli, med i genomsnitt 278 mm nederbörd, och den torraste är januari, med 12 mm nederbörd.